# Mario Romero Cañego
Mario Romero Cañego (Mota del Cuervo, 12 d'abril de 1974) és un futbolista castellanomanxec, que ocupa la posició de defensa. És germà del també futbolista Juli.

## Trajectòria
Es va formar a les categories inferiors de l'Albacete Balompié. Després de passar pels diferents equips inferiors, debuta amb la primera esquadra a la campanya 94/95. Entre eixe any i el següent disputa fins a 25 partits amb els manxecs a la primera divisió. La temporada 96/97, ara en Segona, hi apareix en 12 ocasions més.
No té continuïtat amb l'Albacete i el 1998 recala al Benidorm CD, on milita fins al 2003, la majoria de temporades en Segona B. Després d'una breu estada al Yeclano, recala al CD Quintanar del Rey, de la Tercera castellanomanxega.